# وگلن
وگلن (به لاتین: Vaglen) یک منطقهٔ مسکونی در بلغارستان است که در شهرستان اکساکاوو واقع شده‌است.